# Nastukani producenci
Nastukani producenci – komedia kryminalno-muzyczna produkcji amerykańskiej z 2009 roku w reżyserii Marcusa Raboya. Scenariusz napisał raper Ice Cube, który był także odtwórcą jednej z głównych ról oraz producentem obrazu. W rolach głównych oprócz Cube’a wystąpili także Mike Epps, Young Jeezy czy Lahmard Tate. Premiera filmu odbyła się w październiku 2009 roku. Zdjęcia zrealizowano w Glendale, w Kalifornii i w dzielnicy Los Angeles – Sherman Oaks.

## Fabuła
Dwóch organizatorów koncertów, Russell Redds (Ice Cube) i Jellyroll (Mike Epps) popada w poważne kłopoty, kiedy marnują szansę na organizację imprezy z udziałem gwiazdy rapu o pseudonimie Young Jeezy.

## Obsada
- Ice Cube jako Russell Redds
- Mike Epps jako Jellyroll
- Young Jeezy jako on sam
- Lahmard Tate jako Young Percy
- Darris Love jako  Mondo
- Lil’ JJ jako Yung Seymore
- Julio Oscar Mechoso jako John Glanville
- Glenn Plummer jako oficer Ronnie Stixx
- Juanita Jennings jako Momma
- Aloma Wright jako Ms. Ann
- Jowharah Jones jako Loli
- Joey Greco jako Kevin MaLine
- Tamala Jones jako Regina Stixx
- Leland White jako KK
- Tiffany Haddish jako Michelle
- Wale jako on sam
- Reghan Alexander jako Valerie